# Llista de grups petits
Aquest article mostra una llista matemàtica dels grups finits d'ordre baix (una cardinalitat de fins a 16 elements) classificats per isomorfisme de grups.
Amb aquesta llista es pot determinar a quin grup conegut és isomorf un grup finit G donat: Cerqueu primer l'ordre de G, seguidament cerqueu els candidats per aquell ordre a la llista. Si sabeu si G és o no és abelià potser podreu descartar alguns candidats. Per a distingir entre els candidats restants podeu mirar l'ordre dels elements de G i comparar-los amb els ordres dels elements dels candidats.

## Terminologia
El signe d'igualtat "=" denota isomorfisme de grups.
- Cn: el grup cíclic d'ordre n (es correspon amb el grup additiu de ℤ/nℤ, denotat de vegades ℤn).
- Dn: el grup dièdric d'ordre 2n (de vegades s'usa la notació D2n o D2,n)
- Sn: el grup simètric que conté les n! permutacions d'un conjunt de n elements.
- An: el grup alternat amb les n!/2 permutacions de Sn que tenen signe parell.
- Dicn: el grup dicíclic d'ordre 4n.

La notació G × H indica el producte directe de dos grups; Gn indica el producte directe d'un grup amb ell mateix n vegades.  {\displaystyle G\rtimes H} vol dir el producte semidirecte on H actua sobre G; si l'acció particular de H sobre G s'omet és que totes les accions no trivials possibles donen el mateix grup producte llevat d'isomorfisme.
S'indiquen els que són grups abelians i els que són grups simples. (Per als grups d'ordre n < 60, els grups simples són exactament els grups cíclics Cn, per a n primer).
L'element neutre està representat per un cercle negre als grafs dels cicles. L'ordre més petit per al qual el graf no representa unívocament un grup és ordre 16.
A les llistes de subgrups, el grup trivial i el mateix grup no apareixen indicats. Als casos on hi ha múltiples subgrups isomorfs, el nombre d'aparicions s'indica entre parèntesis.

## Llista de grups abelians petits
Els grups abelians finits es classifiquen fàcilment: són grups cíclics o els seus productes directes. El teorema xinès del residu ens pot ajudar a trobar els isomorfismes amb aquests productes directes. Els grups abelians finitament generats també es poden classificar. Vegeu més informació a l'article grup abelià.
| Ordre | Grup                         | Subgrups                                  | Propietats                           | Graf dels cicles                         |
| ----- | ---------------------------- | ----------------------------------------- | ------------------------------------ | ---------------------------------------- |
| 1     | grup trivial = C1 = S1 = A₂  | -                                         | trivialment té propietats diverses   | Graf dels cicles per al grup trivial     |
| 2     | C₂ = S₂ = D1                 | -                                         | simple, el grup no trivial més petit | Graf dels cicles per al grup C2          |
| 3     | C₃ = A₃                      | -                                         | simple                               | Graf dels cicles per al grup C3          |
| 4     | C₄                           | C₂                                        |                                      | Graf dels cicles per al grup C4          |
| 4     | Grup de Klein = C₂ × C₂ = D₂ | C₂ (3)                                    | el grup no cíclic més petit          | Graf dels cicles per al grup de Klein D2 |
| 5     | C₅                           | -                                         | simple                               | Graf dels cicles per al grup C5          |
| 6     | C₆ = C₃ × C₂                 | C₃, C₂                                    |                                      | Graf dels cicles per al grup C6          |
| 7     | C₇                           | -                                         | simple                               | Graf dels cicles per al grup C7          |
| 8     | C₈                           | C₄, C₂                                    |                                      | Graf dels cicles per al grup C8          |
| 8     | C₄ × C₂                      | C₂², C₄ (2), C₂ (3)                       |                                      | Graf dels cicles per al grup C4 × C2     |
| 8     | C₂3                          | C₂² (7), C₂ (7)                           |                                      | Graf dels cicles per al grup C2^3        |
| 9     | C9                           | C₃                                        |                                      | C9                                       |
| 9     | C₃²                          | C₃ (4)                                    |                                      | Graf dels cicles per al grup C3^2        |
| 10    | C10 = C₅ × C₂                | C₅, C₂                                    |                                      | C10                                      |
| 11    | C11                          | -                                         | simple                               | C11                                      |
| 12    | C₁₂ = C₄ × C₃                | C₆, C₄, C₃, C₂                            |                                      | C12                                      |
| 12    | C₆ × C₂ = C₃ × C₂²           | C₆ (3), C₃, C₂ (3), C₂²                   |                                      | Graf dels cicles per al grup C3 × C2^2   |
| 13    | C13                          | -                                         | simple                               | C13                                      |
| 14    | C14 = C₇ × C₂                | C₇, C₂                                    |                                      | C14                                      |
| 15    | C15 = C₅ × C₃                | C₅, C₃                                    |                                      | C15                                      |
| 16    | C16                          | C₈, C₄, C₂                                |                                      | C16                                      |
| 16    | C₂4                          | C₂ (15), C₂² (35), C₂3 (15)               |                                      | Graf dels cicles per al grup C2^4        |
| 16    | C₄ × C₂²                     | C₂ (7), C₄ (4), C₂² (7), C₂3, C₄ × C₂ (6) |                                      | Graf dels cicles per al grup C4 × C2^2   |
| 16    | C₈ × C₂                      | C₂ (3), C₄ (2), C₂², C₈ (2), C₄ × C₂      |                                      | Graf dels cicles per al grup C8 × C2     |
| 16    | C₄²                          | C₂ (3), C₄ (6), C₂², C₄ × C₂ (3)          |                                      | Graf dels cicles per al grup C4^2        |

## Llista degrups no abelianspetits
| Ordre | Grup                                          | Subgrups                                            | Propietats | Graf dels cicles                        |
| ----- | --------------------------------------------- | --------------------------------------------------- | --- | --------------------------------------- |
| 6     | S₃ = D₃                                       | C₃, C₂ (3)                                          | el grup no abelià més petit | S3                                      |
| 8     | D₄                                            | C₄, C₂² (2), C₂ (5)                                 | | D4                                      |
| 8     | Grup dels quaternions, Q₈ = Dic₂              | C₄ (3), C₂                                          | el grup hamiltonià més petit | Grup dels quaternions Q8                |
| 10    | D₅                                            | C₅, C₂ (5)                                          | | D5                                      |
| 12    | D₆ = D₃ × C₂                                  | C₆, D₃ (2), C₂² (3), C₃, C₂ (7)                     | | D6                                      |
| 12    | A₄                                            | C₂², C₃ (4), C₂ (3)                                 | el grup més petit que demostra que un grup no ha de tenir forçosament un subgrup de cada ordre que divideix l'ordre del grup: no té cap subgrup d'ordre 6 (en contra del recíproc al teorema de Lagrange, com ja indiquen els teoremes de Sylow.) | A4                                      |
| 12    | Dic₃ = {\displaystyle C_{3}\rtimes C_{4}}     | C₂, C₃, C₄ (3), C₆                                  | | Dic3                                    |
| 14    | D₇                                            | C₇, C₂ (7)                                          | | D7                                      |
| 16    | D₈                                            | C₈, D₄ (2), C₂² (4), C₄, C₂ (9)                     | | D8                                      |
| 16    | D₄ × C₂                                       | D₄ (2), C₄ × C₂, C₂3 (2), C₂² (11), C₄ (2), C₂ (11) | | D4 × C2                                 |
| 16    | Grup generalitzat dels quaternions Q16 = Dic₄ |                                                     | | Grup generalitzat dels quaternions Dic4 |
| 16    | Q₈ × C₂                                       |                                                     | grup hamiltonià | Q8 × C2                                 |
| 16    | El grup quasidièdric d'ordre 16               |                                                     | | Grup quasidièdric d'ordre 16            |
| 16    | El grup d'Iwasawa d'ordre 16                  |                                                     | | grup d'Iwasawa d'ordre 16               |
| 16    | {\displaystyle C_{4}\rtimes C_{4}}            |                                                     | | C4 ⋊ C4                                 |
| 16    | El grup generat per les matrius de Pauli      |                                                     | | grup generat per les matrius de Pauli   |
| 16    | G4,4 = {\displaystyle C_{2}^{2}\rtimes C_{4}} |                                                     | | C2^2 ⋊ C4                               |

## Llibreria de grups petits
Els sistemes computacionals algebraics de teoria de grups GAP i Magma contenen la «Llibreria de grups petits» que proporciona accés a descripcions de grups d'ordre baix. Es llisten els grups llevat d'isomorfisme. Actualment aquesta llibreria conté els grups següents:
- Tots els grups d'ordre com a molt 2000, excepte en l'ordre 1024. Són 423.164.062 grups. Els d'ordre 1024 no apareixen: només comptant els 2-grups d'ordre 1024 no isomorfs n'hi ha 49.487.365.422.
- Els d'un ordre lliure de cubs i com a molt 50.000. Són 395.703 grups.
- Els d'un ordre lliure de quadrats.
- Els d'ordre pn per a n fins a 6 i p un nombre primer.
- Els d'ordre p7 per a p essent 3, 5, 7 o 11. Són 907.489 grups.
- Els d'ordre qn⋅p on qn divideix 28, 3⁶, 5⁵ o 74 i el nombre p és un primer arbitrari diferent de q.
- Aquells l'ordre dels quals factoritza en tres primer com a molt.

Conté descripcions explícites dels grups disponibles en format ordinador.